# Lijst van voetbalinterlands Verenigde Staten - Zuid-Afrika
Deze lijst van voetbalinterlands is een overzicht van alle officiële voetbalwedstrijden tussen de nationale teams van de Verenigde Staten en Zuid-Afrika. De landen hebben tot op heden drie keer tegen elkaar gespeeld. De eerste ontmoeting, een vriendschappelijke wedstrijd, vond plaats op 3 juni 2000 in Washington D.C.. Het laatste duel, eveneens een vriendschappelijke wedstrijd, werd gespeeld in Kaapstad op 17 november 2010.

## Wedstrijden
| № | Plaats          | Datum            | Competitie        | Wedstrijd                      | Uitslag |
| - | --------------- | ---------------- | ----------------- | ------------------------------ | ------- |
| 1 | Washington D.C. | 3 juni 2000      | Vriendschappelijk | Verenigde Staten − Zuid-Afrika | 4 − 0   |
| 2 | Johannesburg    | 17 november 2007 | Vriendschappelijk | Zuid-Afrika − Verenigde Staten | 0 − 1   |
| 3 | Kaapstad        | 17 november 2010 | Vriendschappelijk | Zuid-Afrika − Verenigde Staten | 0 − 1   |

## Samenvatting
| Competitie        | Totaal gespeeld | Winst Verenigde Staten | Gelijk | Winst Zuid-Afrika | Doelsaldo Verenigde Staten – Zuid-Afrika |
| ----------------- | --------------- | ---------------------- | ------ | ----------------- | ---------------------------------------- |
| Vriendschappelijk | 3               | 3                      | 0      | 0                 | 6 − 0                                    |
| Totaal            | 3               | 3                      | 0      | 0                 | 6 − 0                                    |

## Details

### Eerste ontmoeting
| Vriendschappelijk (Washington D.C., Verenigde Staten, 3 juni 2000):                                                                                           |              | |
| Verenigde Staten | 4 – 0        | Zuid-Afrika |
| Cobi Jones 36' Cobi Jones 44' Claudio Reyna 65' Earnest Stewart 68'                                                                                           | goals        | |
| Bruce Arena | bondscoach   | Trott Moloto |
| Kasey Keller David Regis Jeff Agoos Carlos Llamosa Tony Sanneh Eddie Lewis 66' Claudio Reyna Chris Armas Earnest Stewart 82' Cobi Jones 84' Brian McBride 70' | opstellingen | André Arendse Cyril Nzama Andrew Rabutla Pierre Issa 73' David Kannemeyer 46' Thabo Mngomeni Dumisi Ngobe Helman Mkhalele 33' Ivan McKinley Shaun Bartlett 73' Benedict McCarthy |
| Ben Olsen 66' Ante Razov 70' Steve Ralston 82' Jason Kreis 84'                                                                                                | wissels      | 33' Delron Buckley 46' Godfrey Sapula 73' Jacob Lekgetho 73' George Koumantarakis                                                                                                |
| Earnest Stewart ??' | gele kaarten | ??' Andrew Rabutla ??' Pierre Issa |
| - Honderdste interland van verdediger Jeff Agoos voor de Verenigde Staten.                                                                                    |              | |

### Tweede ontmoeting
| Vriendschappelijk (Johannesburg, Zuid-Afrika, 17 november 2007):                                                                                                |              | |
| Zuid-Afrika | 0 – 1        | Verenigde Staten |
| | goals        | 27' Steven Cherundolo |
| Carlos Alberto Parreira | bondscoach   | Bob Bradley |
| Rowen Fernández Aaron Mokoena Nasief Morris Ricardo Katza 71' Vuyo Mere Steven Pienaar Delron Buckley McBerh Sibaya Teko Modise Sibusiso Zuma Benedict McCarthy | opstellingen | 46' Tim Howard 46' Carlos Bocanegra Oguchi Onyewu DaMarcus Beasley Heath Pearce 46' Steven Cherundolo 86' Benny Feilhaber Michael Bradley 73'Freddy Adu Maurice Edu 65' Clint Dempsey |
| Siphiwe Tshabalala 71' | wissels      | 46' Brad Guzan 46' Jonathan Spector 46' Daniel Califf 65' Jozy Altidore 73' Sacha Kljestan 86' Jonathan Bornstein                                                                     |
| | gele kaarten | 83' Benny Feilhaber |

### Derde ontmoeting
| Vriendschappelijk (Kaapstad, Zuid-Afrika, 17 november 2010): |              | |
| Zuid-Afrika | 0 – 1        | Verenigde Staten |
| | goals        | 85' Juan Agudelo |
| Pitso Mosimane | bondscoach   | Bob Bradley |
| Itumeleng Khune Tsepo Masilela Anele Ngcongca 79' Siyabonga Sangweni Morgan Gould Steven Pienaar 79' Kagisho Dikgacoi 59' Siphiwe Tshabalala Thanduyise Khuboni 88' Bernard Parker 88' Davide Somma 60' | opstellingen | Brad Guzan 87' Clarence Goodson Eric Lichaj 67' Tim Ream Logan Pause 46' Jonathan Bornstein 60' Robbie Rogers Eddie Gaven Brian Carroll 78' Alejandro Bedoya 46' Robbie Findley |
| Andile Jali 59' Sthembiso Ngcobo 60' Daylon Claasen 79' Siboniso Gaxa 79' Kermit Erasmus 88' Matthew Pattison 88'                                                                                       | wissels      | 46' Teal Bunbury 46' Jonathan Spector 60' Juan Agudelo 67' Nat Borchers 78' Mikkel Diskerud 87' Gale Agbossoumonde                                                              |
| | gele kaarten | 33' Eric Lichaj |

USSF · A-internationals · Selecties · Bondscoaches · Amerikaans vrouwenelftal · Olympisch elftal · USA -21 · USA -20 · USA -19 · USA -18 · USA -17
1885 – 1919 · 
1920 – 1929 · 
1930 – 1939 · 
1940 – 1949 · 
1950 – 1959 · 
1960 – 1969 · 
1970 – 1979 · 
1980 – 1989 · 
1990 – 1999 · 
2000 – 2009 · 
2010 – 2019 ·
2020 − 2029
CA 1993 · 
CA 1995 · 
CA 2007 · 
CA 2016
CC 1992 · 
CC 1999 · 
CC 2003 · 
CC 2009
WK 1930 · 
WK 1934 · 
WK 1950 · 
WK 1990 · 
WK 1994 · 
WK 1998 · 
WK 2002 · 
WK 2006 · 
WK 2010 · 
WK 2014
OS 1904 · 
OS 1924 · 
OS 1928 · 
OS 1936 · 
OS 1948 · 
OS 1952 · 
OS 1956 · 
OS 1972 · 
OS 1984 · 
OS 1988 · 
OS 1992 · 
OS 1996 · 
OS 2000 · 
OS 2008
Algerije ·
Antigua en Barbuda ·
Argentinië ·
Armenië ·
Australië ·
Azerbeidzjan ·
Barbados ·
België ·
Belize ·
Bermuda ·
Bolivia ·
Bosnië en Herzegovina ·
Brazilië ·
Canada ·
Chili ·
China ·
Colombia ·
Costa Rica ·
Cuba ·
Curaçao ·
Denemarken ·
DDR ·
Duitsland ·
Ecuador ·
Egypte ·
El Salvador ·
Engeland ·
Estland ·
Finland ·
Frankrijk ·
Ghana ·
GOS ·
Grenada ·
Griekenland ·
Guatemala ·
Guyana ·
Haïti ·
Honduras ·
Hongarije ·
Ierland ·
IJsland ·
Iran ·
Israël ·
Italië ·
Ivoorkust ·
Jamaica ·
Japan ·
Joegoslavië ·
Kaaimaneilanden ·
Kameroen ·
Koeweit ·
Letland ·
Liechtenstein ·
Luxemburg ·
Malta ·
Marokko ·
Martinique ·
Mexico ·
Moldavië ·
Nederland ·
Nederlandse Antillen ·
Nicaragua ·
Nieuw-Zeeland ·
Nigeria ·
Noord-Ierland ·
Noord-Korea ·
Noord-Macedonië ·
Noorwegen ·
Oekraïne ·
Oezbekistan ·
Oman ·
Oostenrijk ·
Panama ·
Paraguay ·
Peru ·
Polen ·
Portugal ·
Puerto Rico ·
Qatar ·
Roemenië ·
Rusland ·
Saint Kitts en Nevis ·
Saint Vincent en de Grenadines ·
Saoedi-Arabië ·
Schotland ·
Servië ·
Slovenië ·
Slowakije ·
Sovjet-Unie ·
Spanje ·
Thailand ·
Trinidad en Tobago ·
Tsjechië ·
Tsjecho-Slowakije ·
Tunesië ·
Turkije ·
Uruguay ·
Venezuela ·
Wales ·
Zuid-Afrika ·
Zuid-Korea ·
Zweden ·
Zwitserland
Algerije (2010) ·
België (2014) ·
Brazilië (2009, 2) ·
Duitsland (2014) ·
Engeland (2010) ·
Ghana (2006) · 
Ghana (2014) · 
Italië (2006) · 
Nederland (2022) ·
Portugal (2014) ·
Slovenië (2010) ·
Tsjechië (2006)
SAFA · A-internationals · Bondscoaches · Selecties · Statistieken · Zuid-Afrikaans vrouwenelftal · Olympisch elftal · Zuid-Afrika U21 · Zuid-Afrika U19 · Zuid-Afrika U17
1906 – 1919 ·
1920 – 1929 ·
1930 – 1939 ·
1940 – 1949 · 
1950 – 1959 · 
1960 – 1969 · 
1970 – 1979 · 
1980 – 1989 · 
1990 – 1999 · 
2000 – 2009 · 
2010 – 2019 ·
2020 − 2029
AC 1996 · 
AC 1998 · 
AC 2000 · 
AC 2002 · 
AC 2004 · 
AC 2006 · 
AC 2008 · 
AC 2013
WK 1998 · 
WK 2002 · 
WK 2010
OS 2000 ·
OS 2016 ·
OS 2020
1947 · 
1948–1949 · 
1950 · 
1951-1952 ·
1953 · 
1954 · 
1955 · 
1956–1991 · 
1992 · 
1993 · 
1994 · 
1995 · 
1996 · 
1997 · 
1998 · 
1999 · 
2000 · 
2001 · 
2002 · 
2003 · 
2004 · 
2005 · 
2006 · 
2007 · 
2008 · 
2009 · 
2010 · 
2011 · 
2012 · 
2013 · 
2014 · 
2015 · 
2016 ·
2017 ·
2018 ·
2019 ·
2020 ·
2021 ·
2022 ·
2023 ·
2024
Algerije ·
Andorra ·
Angola ·
Argentinië ·
Australië ·
Benin ·
Bolivia ·
Botswana ·
Brazilië ·
Bulgarije ·
Burkina Faso ·
Burundi ·
Canada ·
Centraal-Afrikaanse Republiek ·
Chili ·
Colombia ·
Comoren ·
Congo-Brazzaville ·
Congo-Kinshasa ·
Costa Rica ·
Denemarken ·
Duitsland ·
Ecuador ·
Egypte ·
Engeland ·
Equatoriaal-Guinea ·
Ethiopië ·
Frankrijk ·
Gabon ·
Gambia ·
Georgië ·
Ghana ·
Guatemala ·
Guinee ·
Guinee-Bissau ·
Honduras ·
Ierland ·
IJsland ·
Irak ·
Israël ·
Italië ·
Ivoorkust ·
Jamaica ·
Japan ·
Kaapverdië ·
Kameroen ·
Kenia ·
Lesotho ·
Liberia ·
Libië ·
Madagaskar ·
Malawi ·
Mali ·
Malta ·
Marokko ·
Mauritanië ·
Mauritius ·
Mexico ·
Mozambique ·
Namibië ·
Nederland ·
Nieuw-Zeeland ·
Niger ·
Nigeria ·
Noord-Korea ·
Noorwegen ·
Oeganda ·
Panama ·
Paraguay ·
Polen ·
Portugal ·
Rwanda ·
Saoedi-Arabië ·
Sao Tomé en Principe ·
Schotland ·
Senegal ·
Servië ·
Seychellen ·
Sierra Leone ·
Slovenië ·
Soedan ·
Spanje ·
Swaziland ·
Tanzania ·
Thailand ·
Trinidad en Tobago ·
Tsjaad ·
Tsjechië ·
Tunesië ·
Turkije ·
Uruguay ·
Verenigde Arabische Emiraten ·
Verenigde Staten ·
Zambia ·
Zimbabwe ·
Zuid-Soedan ·
Zweden
Frankrijk (2010) ·
Mexico (2010) ·
Paraguay (2002) · 
Slovenië (2002) · 
Spanje (2002) · 
Uruguay (2010)